# Чернов, Станислав Павлович
Станислав Павлович Чернов — советский  государственный, хозяйственный и партийный деятель.

## Биография
Родился в 1937 году в Ленинграде. Член КПСС.
С 1961 по 1974 г. работал на Кировском Заводе (Ленинград) – инженер-технолог, начальник цеха, главный механик. 
С 1974 по 1984 г. – на партийной работе, первый секретарь Кировского РК КПСС. 
С 1984 г. – генеральный директор ПО «Кировский Завод». 
С 1987 г. – первый заместитель министра оборонной промышленности СССР. 
С 1991 г. – президент Российского концерна «Специальное машиностроение и металлургия».
В 1986 году делегат XXVII съезда КПСС.
Умер в 2016 году. Похоронен на калитниковском кладбище города Москвы.